# Bunny Bleu
Bunny Bleu (Estados Unidos; 1 de junio de 1964) es una actriz pornográfica retirada estadounidense.

## Biografía
Nacida como Kimberly Sue Warner en el seno de una familia judía, llegó a ir a la Universidad para estudiar dos carreras distintas, antes de decidir probar suerte en el cine porno. En 1983 empezó a trabajar dentro de la industria X como fluff girl para más tarde debutar en Aerobisex Girls 1 y trabajar en películas con las actrices Traci Lords y Christy Canyon.
Después de protagonizar una de las primeras películas de vertiente bisexual de Catalina Videos, Bleu tuvo serios problemas para trabajar como actriz porno, ya que varios actores, aun temerosos de los efectos desconocidos del sida, rechazaron trabajar con ella. Entre 1983 y 1989, Bunny Bleu grabó más de 150 películas.
A mediados de 1989 dejó el negocio para acabar volviendo en 1992 después de pasar por quirófano para hacerse un aumento de pechos con los que aumentó su caché y presencia en más producciones. Alternó en esa etapa su trabajo como actriz así como el de estríper y bailarina por clubs de todo Estados Unidos.
En 2004 puso su punto final como actriz, habiendo aparecido en más de 600 películas, tanto en producciones originales como en compilaciones tiempo después de su retirada.
Por su labor como actriz, ingresó en el Salón de la Fama de los Premios AVN en 1997.

## Premios y nominaciones
| Año  | Ceremonia   | Resultado | Premio           |
| ---- | ----------- | --------- | ---------------- |
| 1997 | Premios AVN | Ganadora  | Salón de la Fama |